# JINCO
JINCO（じんこ、6月8日 -  ）は、日本のイラストレーター、キャラクタープランナーである。神奈川県出身、血液型B型。主にキャラクター商品の企画やキャラクターデザインを手掛けている。

## 来歴
清泉女子大学文学部国文科卒業後、サンエックスに入社、ファンシーグッズのプランニングに携わる。
その後、PCゲームのプランナーとしてナムコに転職。
2001年2月より、フリーとして活動を開始する。
フリーになってからは、キャラクタープランナーとしてたまごっちシリーズなどのキャラクター&世界観制作に携わる。並行して個人としてもデザイン系イベントに出展。イラストレーター&プランナーとして活躍中。
2009年公開のフジテレビ開局50周年記念映画『ホッタラケの島 〜遥と魔法の鏡〜』で、島の設定や企画で協力したり、
少女向け雑誌で漫画連載もするなど、他分野で活動中。

## 代表作品
- たまごっちシリーズ（2004年 - ）
- フコウモリ（小学館「ちゃお」）

心理テストの挿絵として掲載、のちに同誌で連載漫画となる。
- いないいないばあっ!（NHK教育） - うーたんのキャラクターデザイン
- ベイベーばあちゃんシリーズ（2002年 - 2003年、NHK教育）
- ぽかぽか森のラスカル
- おいしいがっこうケーキぐみ（小学館「ぷっちぐみ」掲載）
- にらみちゃん（あおば出版「ママンガ」「ハムスペ」掲載）
- みかたうさぎ ねー。（あおば出版「ハムスペ」掲載）
- ニンジャスズメおちゅん（講談社コミックサイト「Michao!」）
- のろいちゃん（集英社「別冊マーガレット」掲載）
- おはなひめ（小学館「ぷっちぐみ」掲載）
- さちぐまシリーズ
- モカイヌシリーズ
- デコデコタウンシリーズ（ハドソン）
- ザンゲーズ
- むかねこ番地
- ちゅき
- BAKUCHIN
- ペーパードッグぴこぴこ絵本劇場 じんこ@ちゃんねる
- ぽけくま
- POPO
- フレーベル館『キンダーブック じゅにあ』メインキャラクター（2011）
- 日東電工株式会社イメージキャラクター